# Kimba, il leone bianco (singolo)
Kimba, il leone bianco è un singolo dei Cavalieri del Re, pubblicato nel 1982. Il disco è attribuito a La mamma di Jonathan alias Clara Serina, moglie di Riccardo Zara. Il brano è la sigla dell'omonima serie animata.
Il singolo venne pubblicato dalla K-Tel, etichetta canadese distribuita in Italia dalla stessa RCA con la quale il gruppo aveva pubblicato i due singoli precedenti, che dopo il successo del brano decise di offrire loro un contratto in esclusiva per tre anni. Si scelse di utilizzare uno pseudonimo per evitare controversie legali con la RCA.
Sul lato B è incisa la versione strumentale.

## Tracce

### Lato A
Testi e musiche di Riccardo Zara.
1. Kimba – 4:05

### Lato B
Musiche di Riccardo Zara.
1. Kimba (strumentale) – 4:05

### Formazione
- Clara Serina – voce, cori
- Riccardo Zara – tastiere, chitarre, basso, cori
- Walter Scebran – batteria

## Ristampa
Kimba / base musicale è un singolo del gruppo I Cavalieri del Re, pubblicato nel 2012.
Questa ristampa è stata pubblicata in occasione del trentennale della sigla ed è pubblicata dalla Tre Effe Music, etichetta di proprietà dello stesso Riccardo Zara. Il nuovo 45 giri è pubblicato a tiratura limitata (solo 300 copie) e stampato in vinile bianco, sia per differenziarlo dall'originale, sia per richiamare il colore del protagonista della sigla.

La ristampa ripristina il corretto nome del gruppo al posto di "La mamma di Jonathan". Sul lato B è incisa la base musicale originale, al posto della strumentale presente nel 45 giri K-Tel.